# Callicore ines
Espèce
Synonymes
- Catagramma ines Hopp, 1922[2]

Callicore ines est une espèce de lépidoptères (papillons) de la famille des Nymphalidae, de la sous-famille des Biblidinae et du genre Callicore.

## Systématique
L'espèce Callicore ines a été initialement décrite en 1922 par l'entomologiste allemand Walter Ernst Hopp (d) (1884-1958) sous le protonyme de Catagramma ines,.

## Description
L'holotype de Callicore ines, un mâle, présente une envergure de 48 mm. Les ailes sont bleu sombre dessus et sont bordées de d'une bande brillante vers pâle.

## Écologie et distribution
Callicore ines est endémique en Colombie.

## Publication originale
- (de) Walter Hopp, « Catagramma, Callicore und Perisama in Süd-Kolumbien. (Lep.) », Deutsche Entomologische Zeitschrift, Pensoft Publishers (d), vol. 1922,‎ 1922, p. 376-378 (ISSN 1435-1951 et 1860-1324, OCLC 1909060532, lire en ligne).